# Groty (herb szlachecki)

Groty – polski herb szlachecki, nie posiadający zawołania.

## Opis herbu
W polu złotym 3 groty srebrne w pas. Klejnot: na koronie szlacheckiej 3 pióra strusie. Labry: złote podbite srebrem.

W polu zlotem — trzy srebrne groty. Nad hełmem trzy pióra strusie. Herb stary niewiadomego pochodzenia ...

## Herbowni
Lista herbownych z Herbarza polskiego Tadeusza Gajla:
Grot, Grott, Grudź, Gruzdź, Gruźdź, Paszkiewicz, Paszkowicz, Prokopowicz, Ptak, Razwodowski, Szarłowski, Waszkiewicz, Waszklewicz, Włocki, Żyłowski.